# Мелитина Маркианополска
Мелитина е девица и мъченица от християнските традиции от II век, почитана като светица. 
Според легендата, тя е била мисионерка от Италия и е живяла в Марцианопол с мисията да евангелизира други народи. По същото време Тракия, регионът, където се е намирал градът, е била контролирана от управител Антиох. Тя е била мъченически убита от него по време на преследването на император Антонин Пий.
Неговият литургичен празник се чества на 16 септември от Католическата църква и Православна църква. 

## Житие
Мелиса, благочестива християнка, родом от областта Бреша в Италия, Родена е около 126 г., е изпратена като мисионерка в Тракия по време на управлението на Антонин Пий. Там, под управлението на преследвача Антиох, нейните проповеди довеждат до обръщането на много езичници във вярата, факт, който довежда до ареста ѝ. Надарена с чудотворни дарове, тя разрушава идолите на Аполон и Херакъл, причинявайки скандал сред езичниците и изостряйки гнева на властите. Отказвайки да се отрече от християнската вяра, тя е поверена на съпругата на Антиох и група влиятелни жени, които се опитват напразно да я убедят да се откаже от вярата си.
Опитът да я принудят да се отрече от вярата ѝ се провали. Мелиса устоя на всякакъв натиск и успя да обърне съпругата на Антиох и други жени от езическия кръг. Същата жена, обвинена, че я е довела до идолопоклонство, приема християнството. Заедно те започват тайно да проповядват евангелието, изправени пред постоянната заплаха от преследване.
Когато Антиох разбрал за обръщането на жена си във вярата, той изпаднал в ярост и наредил незабавната им екзекуция. Мелиса и съпругата на управителя били обезглавени, запечатвайки свидетелството им на вярата с мъченичество. Мелиса посрещнала смъртта с непоколебима смелост, като човек, вървящ към слава, получаващ вечния венец, запазен за светите мъченици.
Паметта за Света Мелиса живее в християнската традиция като пример за вярност, апостолска ревност и непоколебима преданост. Тяхната история представлява не само триумфа на вярата над преследването, но и силата на евангелската истина, способна да преобрази сърцата дори в езическите властови структури на Римската империя.